# تيرانس وودبوري
تيرانس وودبوري (بالإنجليزية: Terrance Woodbury)‏ مواليد 16 يونيو 1987 في نورفولك، هو لاعب كرة سلة أمريكي. بدأ مسيرته الاحترافية في سنة 2010. يبلغ طوله 6 قدم 7 بوصة (2.0 م). لعب كرة السلة الجامعية في جامعة جورجيا. لعب مع نادي لوليو لكرة السلة وهاماماتسو هيجاشيميكاوا فينيكس.

## روابط خارجية
- تيرانس وودبوري على موقع دوري كرة السلة الياباني للمحترفين (اليابانية)
- تيرانس وودبوري على موقع كرة السلة الأوروبية.كوم (الإنجليزية)
- تيرانس وودبوري على موقع كلية كرة السلة في سبورتس رفرنس.كوم (الإنجليزية)
- تيرانس وودبوري على موقع ريلجم (الإنجليزية)
- تيرانس وودبوري على موقع بروبوليرز (الإنجليزية)
- تيرانس وودبوري على موقع سبورتس رفرنس (الإنجليزية)